# 검은머리갈색찌르레기
검은머리갈색찌르레기(영어: Common Myna, 학명: Acridotheres tristis)는 찌르레기과 뿔찌르레기속에 속한 구관조의 일종이다. 잡식성이고 텃세의식이 강하다.

## 생김새
몸통은 전체적으로 갈색이고 머리가 검은색이다. 눈 뒤와 부리, 다리가 노란색이다. 날개에 큰 흰색 반점이 있다.

## 서식지
이란 동남부에서 중앙아시아, 남아시아, 중국 서남부, 인도차이나반도, 말레이반도, 하이난섬에서 번식한다. 산림, 경작지에서 서식하고 도심에도 적응하여 주거지 주변에서 흔하게 관찰된다.

## 침입종
검은머리갈색찌르레기의 개체수는 지나치게 빠르게 늘고 있어서, 2000년 국제자연보전연맹(IUCN)은 검은머리갈색찌르레기를 세계적 침입종으로 규정했다. 또한 2014년 발표된 세계 최악의 100대 침입외래종에도 붉은항문직박구리・흰점찌르레기와 함께 셋 뿐인 조류로서 종명을 올렸다. 특히 검은머리갈색찌르레기는 호주 생태계에 심각한 위협이 되고 있으며, 2008년 호주에서는 검은머리갈색찌르레기를 “가장 중요한 유해조수”로 지정했다.